# Gara Câmpia Turzii
Gara Câmpia Turzii este o stație de cale ferată care deservește municipiul Câmpia Turzii, România.